# Nuovo cimitero ebraico di Praga
Il nuovo cimitero ebraico di Praga, situato nel quartiere di Žižkov, fu completato nel 1891 per risolvere i problemi di spazio del vecchio cimitero, del quale è circa dieci volte più grande. All'interno di esso fu allestita anche una specifica area per accogliere le urne delle ceneri, anche se la tradizione ebraica non consente la cremazione.

## Arte e sculture

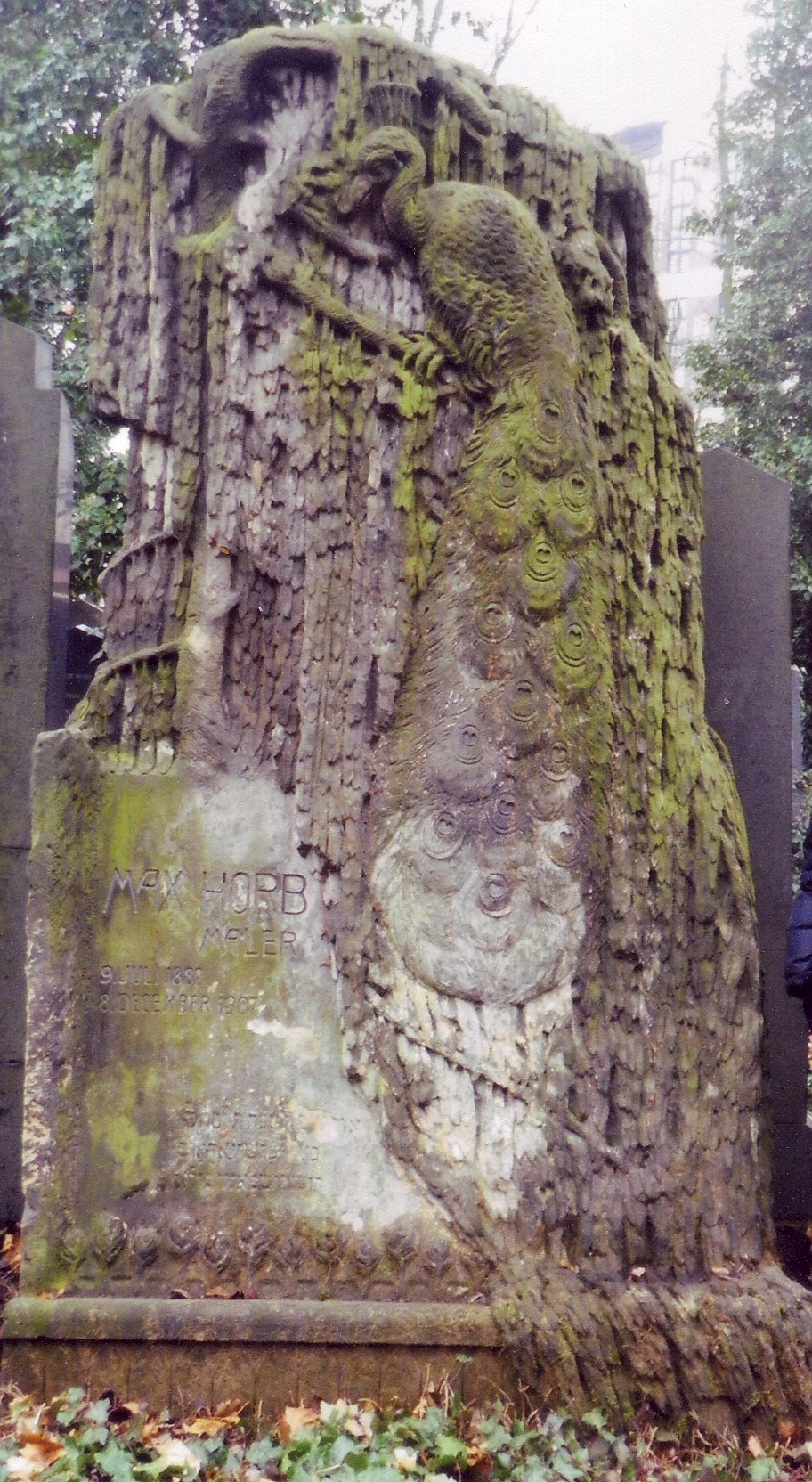
La tomba di Max Horb realizzata da Jan Štursa

Il cimitero è altresì noto per i numerosi monumenti in stile Art Nouveau. Tra questi, due monumenti dedicati ad altrettanti membri della famiglia Perutz realizzati da Jan Kotěra ed il monumento dedicato all'artista Max Horb, realizzato da Jan Štursa e raffigurante un pavone; inoltre altre opere di artisti minori. Una delle tombe più elaborate è quella dedicata alla famiglia Waldes ed è decorata con due busti. Essa è l'ultima opera del famoso scultore ceco Josef Václav Myslbek, realizzatore della statua dedicata a re san Venceslao nella omonima piazza.

## Personaggi illustri sepolti nel cimitero

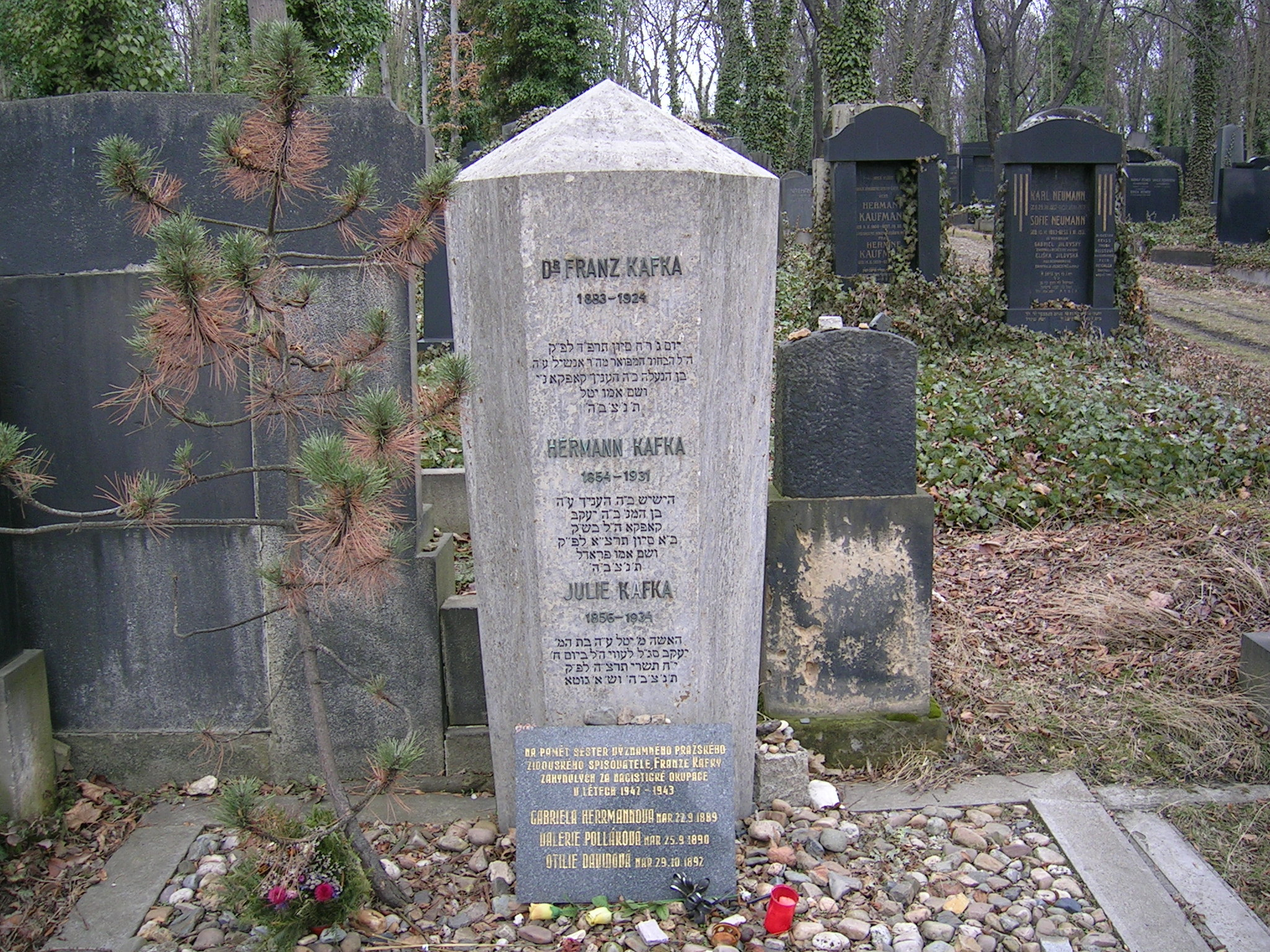
Tomba di Franz Kafka e dei suoi parenti. Su una targa commemorativa separata sono riportati i nomi delle tre sorelle minori Elli, Valli e Ottla con data di morte sconosciuta, assassinate tra il 1942 e il 1943 rispettivamente nel Campo di sterminio di Chełmno e Auschwitz.

- Vilém Flusser
- Arnošt Lustig
- Franz Kafka
- Jiří Orten